# اوری فیفر
اوری فیفر (عبری: אורי פפר‎؛ زادهٔ ۲۸ ژوئیهٔ ۱۹۷۵) بازیگر اهل اسرائیل است.
از فیلم‌هایی که وی در آن نقش داشته‌است، می‌توان به ۲۱۱، گوهر بیابان، مونیخ، باغبان عدن، تو حریف زوهان نمی‌شی، اولتیماتوم، غلتک‌های مقدس، جنگ جهانی زد، ستیغ هک‌سا، محافظ مزدور، کله فشنگی، شوک، فرشته و انجل سقوط کرده‌است اشاره کرد.